# کارل هاگنسن
کارل هاگنسن (انگلیسی: Karl Haagensen; ۲۶ مارس ۱۸۷۱ – ۲۵ اوت ۱۹۱۸) ژیمناست هنری اهل نروژ بود.